# Minoru Genda
Minoru Genda (源田実, Genda Minoru, Kake, 16 de agosto de 1904 – Tóquio, 15 de agosto de 1989) foi um oficial aviador naval da Marinha Imperial do Japão, principal estrategista e planejador do ataque a Pearl Harbor, e após a guerra, um dos mais proeminentes políticos nacionalistas e conservadores do país, além de chefe de estado-maior da força aérea japonesa criada após o conflito sob a supervisão dos Estados Unidos.
Por seus serviços durante a Segunda Guerra Mundial, quando idealizou em detalhes toda a operação do ataque a Pearl Harbor - convencendo a cúpula das forças armadas  sobre o poderio aeronaval em combate dos recém criados e nunca testados porta-aviões, ao invés do investimento militar em grandes encouraçados de batalha -  trabalhando sob o comando direto do almirante Isoroku Yamamoto, que tinha grande admiração e respeito por seu brilhantismo intelectual, Genda é considerado um dos maiores líderes e estrategistas do Japão e da guerra.
Após o conflito e a derrota, ele teve grande participação na criação da Força Aérea de Autodefesa do Japão, a reconstruída força aérea do país durante os anos 50, quando assumiu por vários anos a chefia de seu estado-maior.
Nas décadas seguintes, como político influente da Dieta, profissão que seguiu após encerrar sua carreira militar e se eleger para o parlamento, foi um controverso advogado público do rearmamento japonês, proibido pela nova constituição do país no pós-guerra, discursando inclusive sobre possibilidade de desenvolvimento ou aquisição de armas nucleares, convicção esta causada pelo trauma de ser um natural de Hiroshima, a primeira cidade a sofrer um bombardeio atômico na história.
Genda foi também um forte opositor à ratificação, pelo governo japonês na década de 1970, do Tratado de Não-Proliferação Nuclear, sob o argumento de que seu país talvez um dia precisasse de armas atômicas para sobreviver a um ataque estrangeiro. Morreu em 15 de agosto de 1989, na véspera de seu 85º aniversário e exatos 44 anos após a rendição incondicional do Japão na Segunda Guerra Mundial.